# Agios Vasileios (Chipre)
Agios Vasileios es una localidad de Chipre del Norte, reclamada por Chipre.

## Datos básicos
Agios Vasileios es un pueblo situado en el distrito de Nicosia, a veinte kilómetros al noroeste de la capital, Nicosia y dos kilómetros al sureste de Skylloura / Yılmazköy. Agios Vasileios significa San Vassilis o San Basilio. 
Hasta 1964, el pueblo fue de población mixta, habitada por los chipriotas griegos y turcos. Hasta 1975, los turcochipriotas adoptaron el nombre alternativo de Ayvasıl. Su nombre se cambió por el de Türkeli en 1975, lo que significa "país de los turcos."

## Conflicto intercomunal
Agios Vasileios era un pueblo mixto. En el censo otomano de 1831, los cristianos (grecochipriotas) constituían una ligera mayoría de la población (56%). En 1891, el porcentaje aumentó a 75% (52 a 155). A lo largo del período británico, mientras que la población grecochipriota aumentó de forma constante, la turcochipriota tendió a estancarse. Para 1960, la proporción grecochipriota de la población había aumentado a 80% (117 a 492).
El primer desplazamiento relacionado con el conflicto tuvo lugar en 1963. En diciembre de 1963, después de que varios de los turcochipriotas de la aldea fueron asesinados por elementos radicales grecochipriotas, los restantes pobladores turcochipriotas (117) de Agios Vasileios huyeron a las aldeas más seguras, como Fota / Dağyolu, Geunyeli y Ortakeuy. 21 fueron asesinados. 
A pesar de que el gobierno de Chipre había reparado ocho casas en 1969, ninguno de los turcochipriotas de este pueblo regresó. 
En la actualidad, los turcochipriotas de Agios Vasileios se encuentran diseminados por el norte de Chipre. Ellos no han podido regresar a sus casas debido a la ocupación de la villa por el ejército turco desde 1974.
El segundo desplazamiento relacionado con el conflicto se produjo en 1974, cuando todos los grecochipriotas de la aldea huyeron del avance del ejército turco.

## Población actual
Hoy el pueblo se utiliza como un campamento militar turco.